# Spætter
Spætter (Picidae) er en familie af spættefugle. Familien indeholder over 200 arter. 
I Danmark optræder spættearterne vendehals, grønspætte, sortspætte, mellemflagspætte, stor flagspætte, og lille flagspætte.

## Klassifikation
- Familie Spætter Picidae
  - Underfamilie Vendehalse Jynginae, 2 arter (Vendehals, rødstrubet vendehals...)
  - Underfamilie Dværgspætter Picumninae, 27 arter (Hvidbåndet dværgspætte, afrikansk dværgspætte...)
  - Underfamilie Egentlige spætter Picinae, (Stor flagspætte, grønspætte...)